# Thuringe
Pour les articles homonymes, voir Thuringe (homonymie).
Pour le land ayant existé en Allemagne de 1920 à 1952, voir Land de Thuringe.
La Thuringe (/ty.ʁɛ̃ʒ/ ; en allemand : Thüringen ), officiellement l’État libre de Thuringe (en allemand : Freistaat Thüringen), est un Land de la République fédérale d'Allemagne.
État fédéré situé au centre du pays, il est le douzième en nombre d'habitants et le onzième en superficie. Sa capitale est Erfurt et son ministre-président Mario Voigt.

## Géographie

### Situation
La Thuringe est située au centre de l'Allemagne et est bordée (à partir du nord et dans le sens des aiguilles d'une montre) par les länder de Basse-Saxe, Saxe-Anhalt, Saxe, Bavière et Hesse.
Son extension maximale est de 160 km du nord au sud et de 198 km d'est en ouest.
La Thuringe, surnommée le « cœur vert de l'Allemagne », est riche en forêts. En particulier, au sud-ouest, se situe la forêt de Thuringe (Thüringer Wald), une chaîne de moyennes montagnes qui s'étend de Eisenach à Sonneberg. Elle se prolonge par les monts de Thuringe, entre Saalfeld et Sonneberg. Au nord de la forêt de Thuringe se situe un plateau. Au nord-ouest, il comprend une petite partie des montagnes du Harz. D'autres massifs de collines se situent en Thuringe : le Rhön, le Dün, le Kyffhäuser et le Hainich. La partie orientale est en général en plaine.
Les principales rivières sont : la Saale qui coule dans ses parties basses du sud vers le nord, l'Ilm, la Werra, la Unstrut et l'Elster Blanc.
Le point le plus élevé de Thuringe est le Großer Beerberg qui culmine à 982,9 mètres ; le point le plus bas se situe à 114 mètres près de Wiehe.
Le centre géographique de l’Allemagne se situe dans le Nord-ouest du territoire de la Thuringe, dans la forêt nationale du Hainich non loin de la ville de Mühlhausen en Thuringe.

### Faune et flore
Environ 1 500 sortes de plantes poussent en Thuringe. La forêt de Thuringe est emblématique de la région et lui a valu le surnom de Deutschlands grünes Herz. La principale essence qui la compose est l'épicéa mais on trouve aussi des sapins de Douglas, des mélèzes et des hêtres. La forêt de Thuringe a souffert et continue à souffrir de la pollution atmosphérique notamment du fait des pluies acides.
La chaîne de collines du Hainich présente un intérêt environnemental particulier qui explique la création du parc naturel national du Hainich en 1997. On y trouve la plus vaste forêt de feuillus d'Allemagne, qui présente une très grande variété de hêtres mais également des frênes, des érables, des tilleuls et de rares alisiers torminaux. La faune du parc se compose d'une faune européenne commune, on y trouve par exemple des chevreuils, des blaireaux, des grenouilles, des crapauds ou encore des sangliers. Mais on trouve aussi des chauves-souris ou des chats sauvages. Plus de 180 espèces d'oiseaux vivent dans le Hainich (pouillots siffleurs, pinsons des arbres, pics épeiches) mais aussi de très nombreuses espèces de papillons et d'insectes.

## Démographie

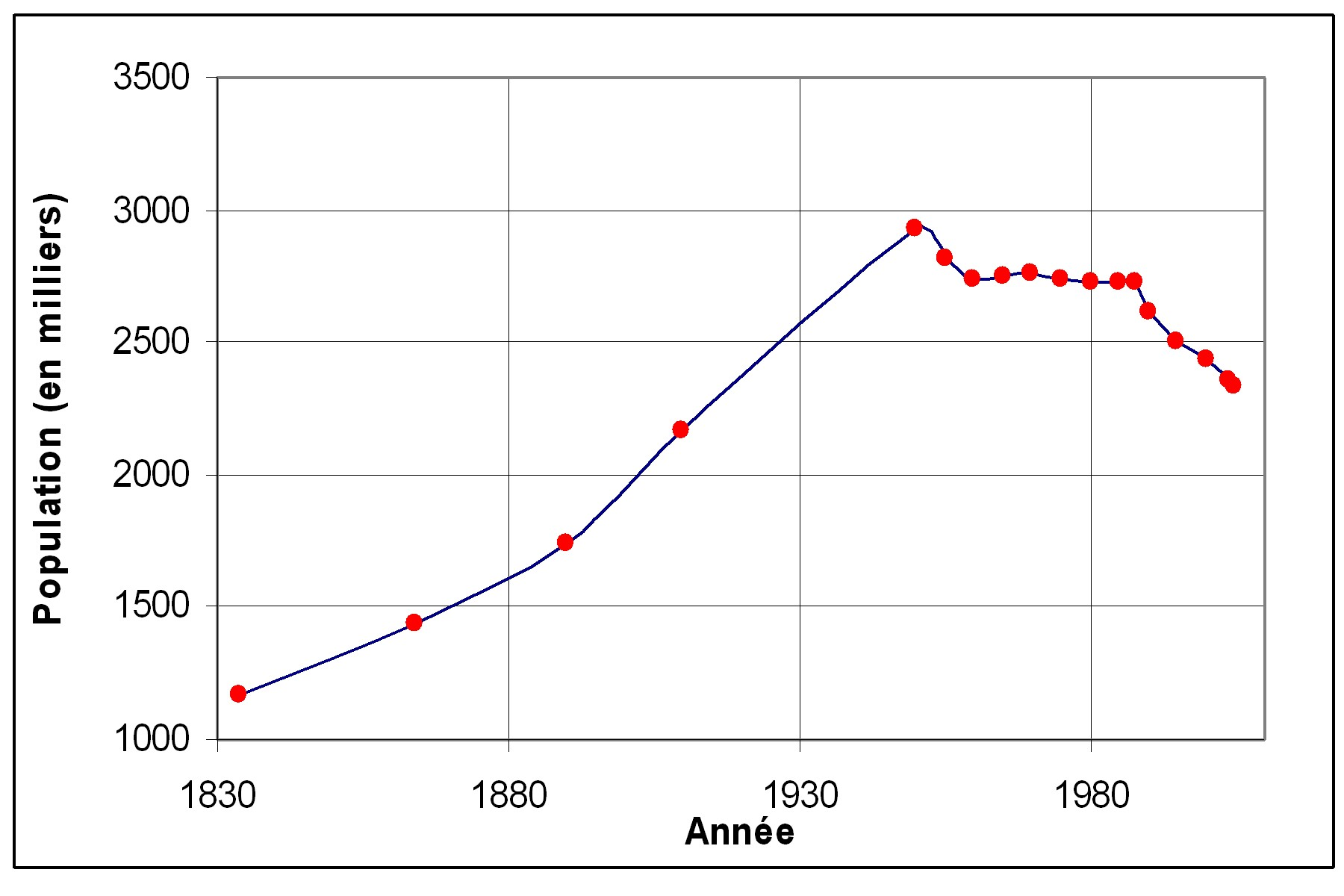

#### Races domestiques originaires de Thuringe
- Âne de la forêt de Thuringe
- Barbu de Thuringe
- Bouclier de Thuringe
- Chamois de Thuringe
- Chèvre de Thuringe
- Hirondelle de Thuringe
- Selle de Thuringe

## Villes
| Les villes en Thuringe |               |                  |                  |              |                        |
| Position               | Ville         | Habitants        | Habitants        | Habitants    | District               |
| Position               | Ville         | 31 décembre 1970 | 31 décembre 2000 | 30 juin 2005 | District               |
| 1.                     | Erfurt        | 192 679          | 200 564          | 202 590      | ville indépendante     |
| 2.                     | Gera          | 106 841          | 112 835          | 104 737      | ville indépendante     |
| 3.                     | Iéna          | 85 169           | 99 893           | 102 201      | ville indépendante     |
| 4.                     | Weimar        | 63 985           | 62 425           | 64 361       | ville indépendante     |
| 5.                     | Gotha         | 57 256           | 48 376           | 47 045       | Gotha                  |
| 6.                     | Eisenach      | 50 059           | 44 442           | 43 858       | ville indépendante     |
| 7.                     | Nordhausen    | 42 018           | 45 633           | 43 781       | Nordhausen             |
| 8.                     | Suhl          | 28 177           | 48 025           | 43 202       | ville indépendante     |
| 9.                     | Altenbourg    | 47 497           | 41 290           | 38 203       | Pays-d'Altenbourg      |
| 10.                    | Mühlhausen    | 46 135           | 38 695           | 37 480       | Unstrut-Hainich        |
| 11.                    | Saalfeld      | 31 048           | 29 511           | 28 148       | Saalfeld-Rudolstadt    |
| 12.                    | Ilmenau       | 19 634           | 27 176           | 26 713       | Ilm                    |
| 13.                    | Arnstadt      | 27 368           | 27 220           | 25 828       | Ilm                    |
| 14.                    | Rudolstadt    | 30 087           | 27 528           | 25 584       | Saalfeld-Rudolstadt    |
| 15.                    | Apolda        | 29 754           | 25 899           | 24 684       | Pays-de-Weimar         |
| 16.                    | Greiz         | 39 424           | 26 177           | 24 007       | Greiz                  |
| 17.                    | Sonneberg     | 29 811           | 24 837           | 23 928       | Sonneberg              |
| 18.                    | Sondershausen | 22 195           | 23 088           | 21 718       | Kyffhäuser             |
| 19.                    | Meiningen     | 24 876           | 22 240           | 21 642       | Schmalkalden-Meiningen |
| 20.                    | Sömmerda      | 15 959           | 21 977           | 20 885       | Sömmerda               |

## Histoire
Pour les différentes entités politiques ayant porté le nom de Thuringe, voir Thuringe historique.

### Préhistoire
On note des traces de peuplement de la région dès 370 000 av. J.-C. (Homo erectus bilzingslebensis). Un squelette d'Homo sapiens neanderthalensis (Néandertalien) datant de 200 000 av. J.-C. est trouvé près de Weimar,.

### Première mention du nom de Thuringe
La Thuringe porte le nom des Thuringes qui occupent son territoire vers le IIe siècle. Passé sous domination franque au VIe siècle, elle forme à partir de 1130 un landgraviat du Saint-Empire romain germanique.

### Le Moyen Âge

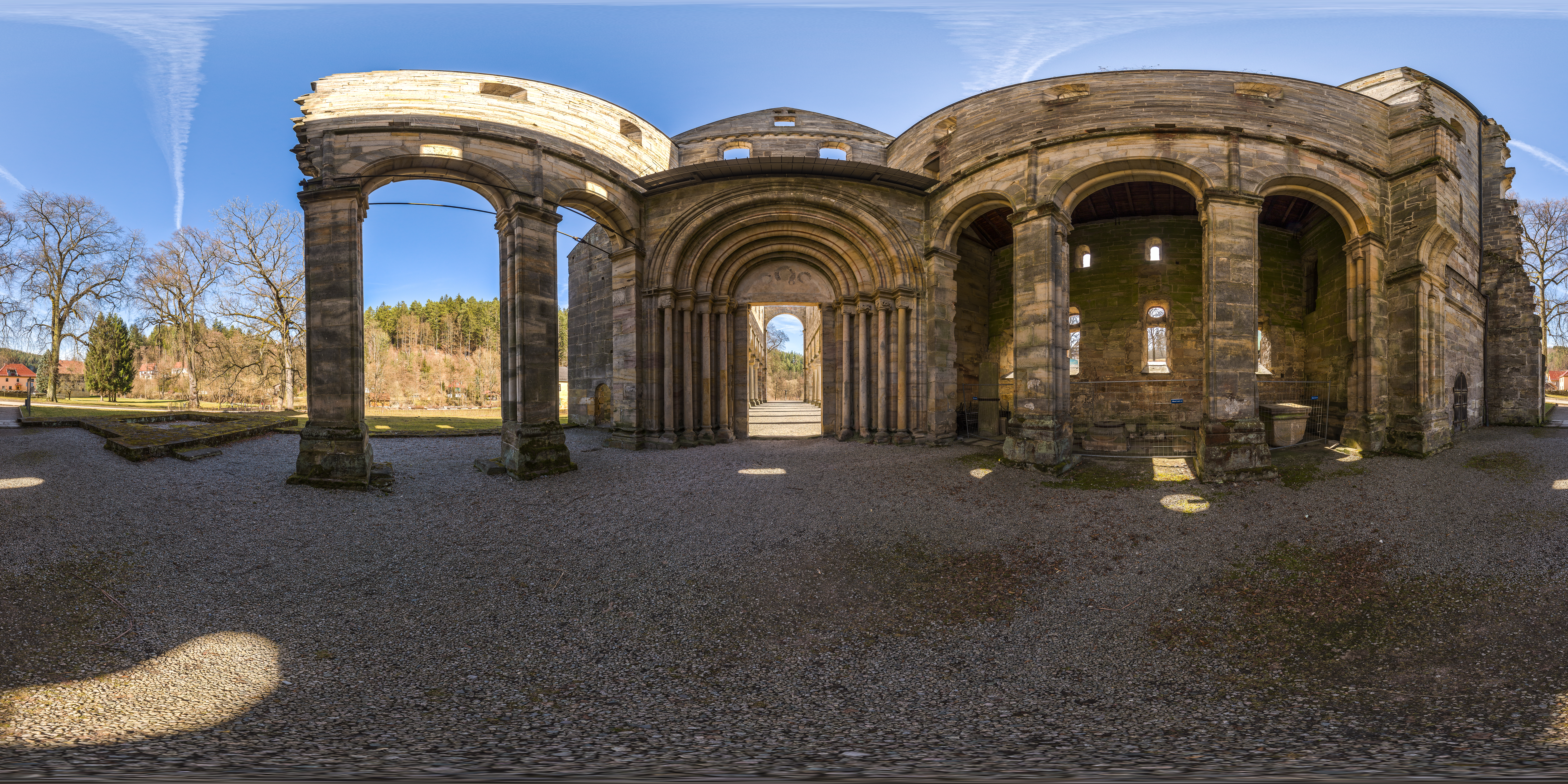
L'abbaye de Paulinzella, construite en 1106.

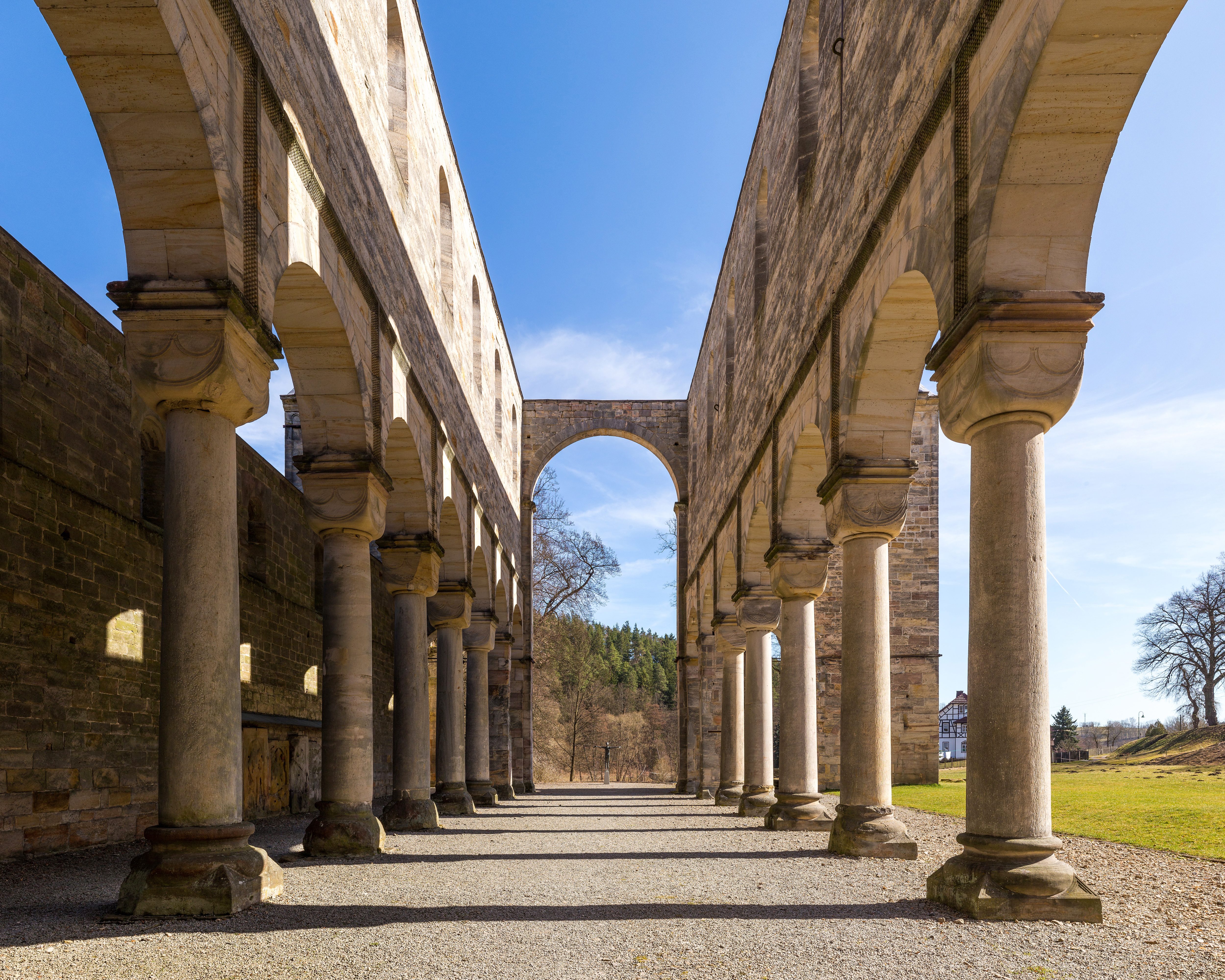
L'abbaye de Paulinzella, vue vers l'est.

À la suite de l'extinction des comtes (landgraves) de Thuringe en 1247, avec la mort d'Henri le Raspon, et à l'issue de la guerre de Succession de Thuringe (de 1247 à 1264), la partie occidentale devient indépendante sous le nom de Landgraviat de Hesse. Le reste de la Thuringe revient aux margraves de Misnie, de la maison de Wettin, et est ainsi le noyau du troisième duché de Saxe et du royaume de Saxe. Quand la maison de Wettin se divise en branches ernestine et albertine en 1485, la Thuringe revient à la première, et se subdivise par la suite en de multiples micro-États en raison de la tradition saxonne de partager l'héritage entre les héritiers masculins : on appelle ces États les duchés saxons. Les plus importants sont les États de Saxe-Weimar, Saxe-Eisenach, Saxe-Iéna, Saxe-Meiningen, Saxe-Altenbourg, Saxe-Cobourg et Saxe-Gotha. La Thuringe ne devient alors plus qu'un simple concept géographique.

### La Réforme
Au cours de la Réforme, la Thuringe devient protestante. La foi catholique est abolie dès 1520 : les prêtres sont expulsés et les monastères détruits. Les anabaptistes recrutent dans la région de Mühlhausen où est actif Thomas Müntzer, figure de proue d'une branche de ce mouvement. Seuls demeurent catholiques le district d'Eichsfeld, contrôlé par l'électorat de Mayence, et à un moindre degré, la ville et les alentours d'Erfurt.

### LeXIXesiècle

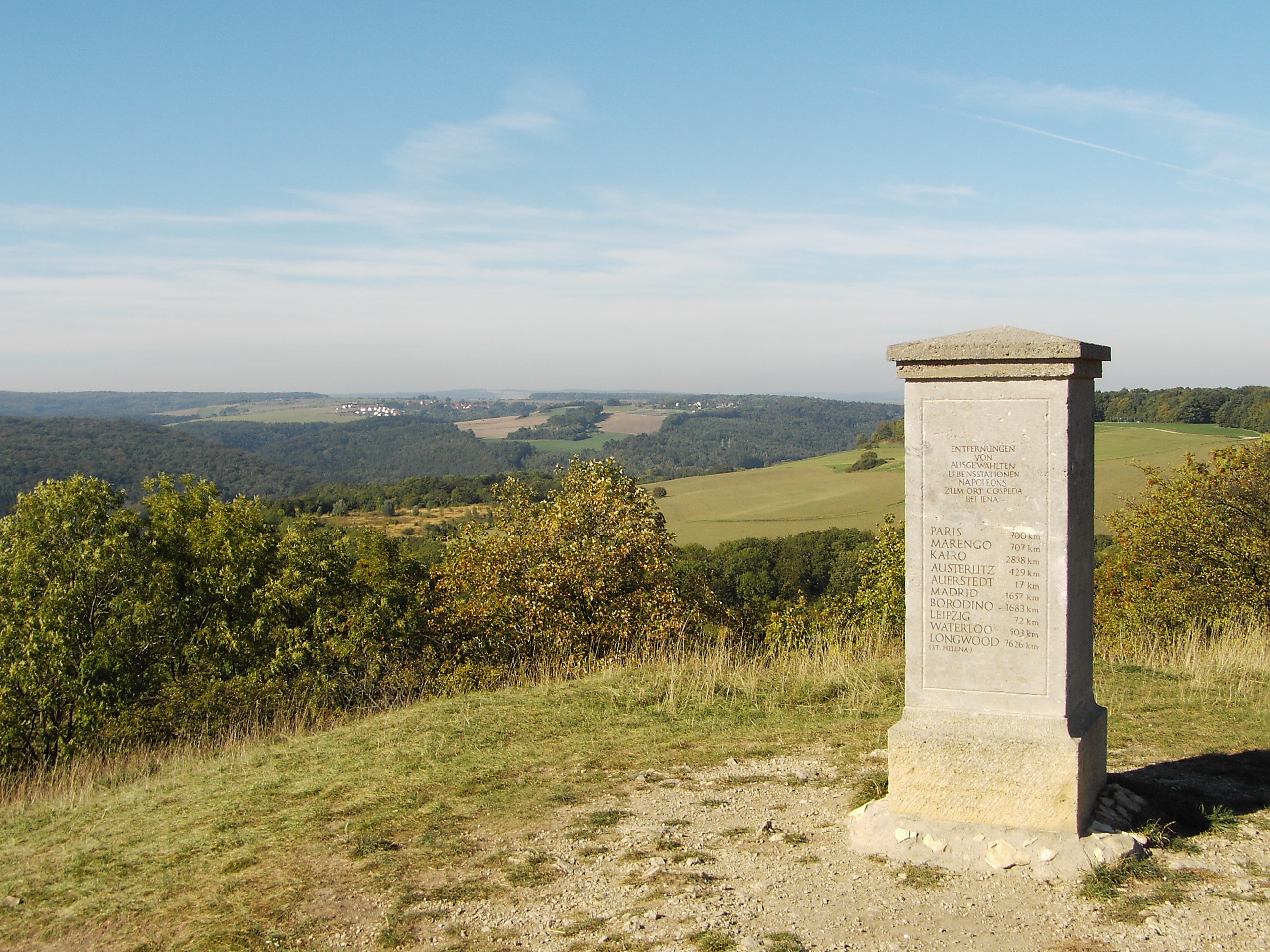
Napoleonstein, monument commémoratif de la bataille de Napoléon à Iéna.

Napoléon Ier commence à réorganiser ces territoires lors de la création de la confédération du Rhin en 1806. Cette réorganisation est poursuivie au congrès de Vienne de 1814 à 1815 avec la création de la Confédération germanique. Les États de Thuringe faisant partie de l'Empire allemand sont ceux de Saxe-Weimar-Eisenach, Saxe-Meiningen, Saxe-Altenbourg, Saxe-Cobourg et Gotha, Schwarzbourg-Sondershausen, Schwarzbourg-Rudolstadt et les deux principautés de Reuss (Reuss branche aînée et Reuss branche cadette), par la suite fusionnées au sein d'un éphémère État populaire de Reuss.

### LeXXesiècle
En 1920, sous la république de Weimar, ces États fusionnent en un seul, appelé Thuringe, avec pour capitale Weimar, à l'exception de la Saxe-Cobourg qui vota pour un rattachement à la Bavière. À cette époque, la région est l'un des principaux foyers d'agitation révolutionnaire. En octobre 1923, le KPD entre au gouvernement de l'État de Thuringe et tente d'établir une république des conseils. Éphémère, celle-ci est renversée par l'intervention militaire du Reich qui rétablit un gouvernement social-démocrate. Aux élections en Thuringe du 8 décembre 1929, le parti nazi (NSDAP) passe pour la première fois la barre des 10 % (11,3 %), ce qui lui permet une première participation à un gouvernement local : Wilhelm Frick devient ministre de l'Intérieur et de l'Éducation. L'expérience n'est guère concluante et Frick est démis de son poste moins d'un an plus tard. La collaboration entre nazis et conservateurs, en 1930, prépare la chute de la république de Weimar.
En 1937, le camp de concentration de Buchenwald est ouvert près de Weimar. Au cours de la Seconde Guerre mondiale, la Thuringe subit de nombreux dégâts, en particulier les villes d'Iéna et Nordhausen qui sont sévèrement bombardées. Bien que les Américains libèrent les premiers la Thuringe en avril 1945, le land de Thuringe est attribué à la zone d'occupation soviétique à partir de juillet 1945. Les Soviétiques lui rattachent une partie de la Saxe prussienne (Erfurt, Mühlhausen et Nordhausen). Erfurt devint la nouvelle capitale du land. Les premières élections au Parlement de Thuringe ont lieu en 1946.
En 1949, la République démocratique allemande est créée et la Thuringe y est rattachée. En 1952, la République démocratique allemande procède à la dissolution des länder, qui sont remplacés par des districts (Bezirke) : en Thuringe, les districts d'Erfurt, de Gera et de Suhl. La frontière avec la Bavière au sud a constitué alors, pendant la guerre froide, une partie du rideau de fer, particulièrement bien visible au musée du mur de Mödlareuth.
L'État de Thuringe est restauré, dans des frontières presque identiques, lors de la réunification de l'Allemagne en 1990. En 1993, elle se dote d'une nouvelle Constitution et devient l'État libre de Thuringe (Freistaat Thüringen).
Les entreprises publiques de l'ex-RDA sont regroupées au sein d’un organisme dit fiduciaire, la Treuhand, qui s'emploie à les privatiser en peu de temps. Les grands groupes ouest-allemands ont pu accaparer les entreprises stratégiques de l’Est, tout en faisant disparaitre les moins rentables. En Thuringe, le processus va entrainer une désindustrialisation massive. Certains progrès sociaux sont supprimés, tels que l'acquis est-allemand donnant aux femmes les mêmes droits et salaires que leurs homologues masculins. Le réseau de crèches et de jardins d’enfants est en grande partie démantelé. Dans l’immobilier, une loi privilégiant la restitution des biens aux familles ouest-allemandes qui pouvaient en afficher la preuve, en remontant parfois sur trois ou quatre générations, a conduit à l’expropriation d'un grand nombre de personnes. La population de la région décroit progressivement.

## Administration
Le land de Thuringe est administré par la Constitution de l'État libre de Thuringe du 25 octobre 1993.
À l'image des autres länder allemands, il fonctionne selon le principe de la démocratie parlementaire, le Landtag exerçant le pouvoir législatif et le gouvernement, dirigé par le ministre-président, le pouvoir exécutif. La cour d'appel régionale siège à Iéna.

### Politique
Depuis sa reconstitution, le 1er octobre 1990, la Thuringe est dominée par l'Union chrétienne-démocrate d'Allemagne (CDU). Majoritaire au Parlement régional dès les élections du 14 octobre 1990, la CDU a d'abord gouverné en coalition avec le Parti libéral-démocrate (FDP) jusqu'en 1994, puis avec le Parti social-démocrate d'Allemagne (SPD) pendant les cinq ans qui suivent. En 1999, elle remporte la majorité absolue au Landtag, confirmée en 2004. Aux élections de 2009, elle recule fortement mais se maintient au pouvoir grâce à une nouvelle alliance avec le SPD.
Le premier ministre-président du Land était Josef Duchač, contraint à la démission en 1992. Il est alors remplacé par Bernhard Vogel, ancien ministre-président de Rhénanie-Palatinat, qui se maintient au pouvoir jusqu'en 2003, lorsque lui succède Dieter Althaus. Après le mauvais résultat de 2009, ce dernier choisit de démissionner. Il cède la place à Christine Lieberknecht, qui devient la première femme à diriger un Land dans l'ancienne République démocratique allemande.
Après les élections de septembre 2014, les forces de gauche décident de constituer une coalition rouge-rouge-verte dirigée par Bodo Ramelow, chef de file de Die Linke. Bien que cette alliance ne dispose que d'une fragile majorité de 46 députés sur 91, ce dernier est investi ministre-président le 5 décembre suivant. Il est alors le premier chef de gouvernement issu d'un parti de la gauche radicale en Allemagne.
Lors des élections d'octobre 2019, Die Linke atteint 31 % des voix, en progression de trois points. Le parti d’extrême droite Alternative pour l'Allemagne (AfD), fondant son discours sur le rejet des migrants, se place en deuxième position avec 24 % des voix, bénéficiant notamment du sentiment de déclassement social d'une grande partie de la population.
Le 5 février 2020, le libéral-démocrate Thomas Kemmerich est élu président grâce au soutien de l'ensemble des députés de l'AfD et de la plupart des représentants de la CDU. Ce vote provoque un tollé dans la classe politique et une crise au sein de la CDU, car depuis la dernière guerre aucun ministre-président de land n'a été élu avec l'apport de voix de l'extrême-droite. Kemmerich démissionne le surlendemain. Une nouvelle élection est organisée le 4 mars 2020 qui permet la réélection de Bodo Ramelow et la reconduction d'un gouvernement minoritaire.

### Subdivisions administratives
| Nr. | Arrondissement         | Chef-lieu      | Immatriculation | Superficie (km2) | Habitants (31 décembre 2020) | Densité | Habitants (31 décembre 2000) |
| --- | ---------------------- | -------------- | --------------- | ---------------- | ---------------------------- | ------- | ---------------------------- |
| 1   | Pays-d'Altenbourg      | Altenbourg     | ABG             | 569,08           | 88 356                       | 155     | 114 200                      |
| 2   | Eichsfeld              | Heiligenstadt  | EIC             | 939,82           | 99 463                       | 105     | 114 109                      |
| 3   | Gotha                  | Gotha          | GTH             | 935,59           | 134 563                      | 144     | 148 527                      |
| 4   | Greiz                  | Greiz          | GRZ             | 843,52           | 96 668                       | 114     | 123 869                      |
| 5   | Hildburghausen         | Hildburghausen | HBN             | 937,38           | 62 656                       | 67      | 73 839                       |
| 6   | Ilm                    | Arnstadt       | IK              | 843,30           | 105 606                      | 131     | 121 806                      |
| 7   | Kyffhäuser             | Sondershausen  | KYF             | 1 035,13         | 73 522                       | 71      | 94 343                       |
| 8   | Nordhausen             | Nordhausen     | NDH             | 710,91           | 82 456                       | 116     | 98 609                       |
| 9   | Saale-Holzland         | Eisenberg      | SHK             | 816,99           | 82 816                       | 102     | 93 929                       |
| 10  | Saale-Orla             | Schleiz        | SOK             | 1 148,41         | 79 632                       | 69      | 98 592                       |
| 11  | Saalfeld-Rudolstadt    | Saalfeld       | SLF             | 1 034,58         | 102 139                      | 101     | 132 885                      |
| 12  | Schmalkalden-Meiningen | Meiningen      | SM              | 1 210,14         | 124 241                      | 99      | 143 702                      |
| 13  | Sömmerda               | Sömmerda       | SÖM             | 804,17           | 69 107                       | 86      | 81 204                       |
| 14  | Sonneberg              | Sonneberg      | SON             | 433,36           | 57 044                       | 124     | 67 833                       |
| 15  | Unstrut-Hainich        | Mühlhausen     | UH              | 975,48           | 101 698                      | 104     | 119 504                      |
| 16  | Wartburg               | Bad Salzungen  | WAK             | 1 371,13         | 159 937                      | 117     | 144 677                      |
| 17  | Pays-de-Weimar         | Apolda         | AP              | 803,03           | 82 291                       | 102     | 91 443                       |

Carte des 17 arrondissements et des 5 villes-arrondissements de Thuringe.

Les 5 villes-arrondissements (kreisfreie Städte) de Thuringe :
- Erfurt (EF)
- Gera (G)
- Iéna (J)
- Suhl (SHL)
- Weimar (WE)

## Économie

### Données générales
Depuis la réunification de 1989, l'économie de la Thuringe s'est engagée dans un processus de modernisation. Si le taux de chômage de la Thuringe est en diminution, il reste très élevé (il est passé de 15,5 % de la population active en 2002 à 14,5 % en septembre 2006). La Thuringe possède un fort taux de croissance, ses deux principaux secteurs industriels sont l'industrie automobile et l'électronique; de plus elle présente de nombreuses réussites industrielles dans certains secteurs de pointe. Néanmoins les secteurs plus traditionnels conservent un poids non négligeable dans l'économie du land de Thuringe. La zone économique principale se situe autour de Erfurt mais les entreprises se concentrent aussi à Iéna et à Eisenach, même s'il existe une bonne répartition sur tout le territoire.

### Des entreprises de pointe dynamiques
Depuis Carl Zeiss et Otto Schott, la Thuringe, et notamment la ville de Iéna, est à la pointe de l'industrie optique européenne et mondiale. L'entreprise Jenoptik, dont le siège se situe à Iéna, possède aujourd'hui une ampleur internationale.

### Un important secteur primaire[13]
En 2005, la Thuringe comptait 5 124 exploitations agricoles (+ 1 % par rapport à 2003) avec une surface cultivée totale d'environ 800 000 hectares (+ 0,5 %). La taille moyenne des exploitations était de 156 hectares réparties comme suit : moins de 10 hectares (49 % des exploitations), entre 10 et 100 hectares (29 % des exploitations), entre 100 et 1 000 hectares (17 % des exploitations), plus de 1 000 hectares (5 % des exploitations). Pour référence en France, la surface agricole utile moyenne des exploitations françaises était de 75 hectares en 2005.
En 2005, 22 500 personnes travaillaient dans les exploitations agricoles et 4 600 personnes y ont été employées de manière saisonnière. De nombreuses exploitations agricoles ne comptent par ailleurs qu'une seule personne. L’âge moyen des travailleurs agricoles était de 45,5 ans, cet âge étant en constante augmentation ces dernières années. 89 % des surfaces agricoles sont des fermages.
Les principales cultures en Thuringe sont les cultures céréalières, les cultures de plantes pour la fabrication d’huile végétale, les légumineuses, les cultures fourragères. L’élevage est également présent en Thuringe avec les élevages ovins, bovins, porcins et de volailles ainsi que la production de lait même si cette dernière reste relativement peu développée.
Les exploitations biologiques prennent également une place de plus en plus importante et leur nombre progresse rapidement (+ 15 % en 2 ans). L’agriculture biologique est par ailleurs plus développée dans les länder de l’ancienne Allemagne de l’Est que dans ceux de l’ancienne Allemagne de l’Ouest.

### Principaux employeurs de Thuringe[12]
| Nom de l'entreprise                                  | Branche                       | Nombre d'employés | Site principal                       |
| Deutsche Post AG                                     | Poste, Institut de crédit     | 5 000             | Erfurt, Nohra                        |
| Deutsche Bahn AG                                     | Transport ferroviaire         | 4 800             | Erfurt                               |
| Deutsche Telekom AG                                  | Télécommunications            | 3 300             | Erfurt                               |
| Helios Kliniken GmbH                                 | Hôpitaux                      | 2 900             | Erfurt, Gotha, Bleicherode           |
| AOK Thüringen                                        | Assurances                    | 2 300             | Erfurt                               |
| Metro                                                | Commerce de détail et de gros | 2 300             |                                      |
| Rhön Klinikum AG                                     | Hôpitaux                      | 2 200             | Bad Berka, Hildburghausen, Meiningen |
| EDEKA                                                | Commerce de détail et de gros | 2 100             |                                      |
| Zeitungsgruppe Thüringen Verwaltungsgesellschaft mBH | Presse                        | 1 800             |                                      |
| Opel                                                 | Automobile                    | 1 800             | Eisenach                             |

### Tourisme[14]
En 2004, le land de Thuringe possède une capacité d’accueil d’environ 68 000 lits et accueille annuellement 2,9 millions de visiteurs pour un total de 8,1 millions de nuitées. La durée de séjour moyen était de 2,9 jours. La majorité des touristes étaient originaires d’Allemagne mais l’on comptait néanmoins 190 000 visiteurs non allemands. Parmi les touristes étrangers on trouvait d’abord des Néerlandais (30 % du total), puis des Suisses, des Autrichiens, des Américains (États-Unis), des Anglais et des Français (environ 10 000 visiteurs pour ces derniers).
La région la plus attractive de la Thuringe était la forêt de Thuringe (zone de biathlon) suivie de la vallée de la Saale (camping, tourisme culturel avec Weimar et Iéna).

## Éducation et recherche

### Enseignement supérieur
La Thuringe possède 9 établissements d'enseignement supérieur :
- l’université Friedrich Schiller d'Iéna ;
- l'université d'Erfurt ;
- l'université Bauhaus de Weimar ;
- l'université technologique de Ilmenau ;
- les universités des sciences appliquées de Iéna, Erfurt, Schmalkalden et Nordhausen ;
- l'école supérieure de musique Franz Liszt de Weimar.

## Culture
La Thuringe est au cœur de nombreux domaines de la culture allemande et européenne.
La ville de Weimar a toujours un rayonnement culturel considérable, berceau du classicisme de Weimar (Weimarer Klassik), elle fut le centre du Bauhaus et la première constitution allemande y est née.

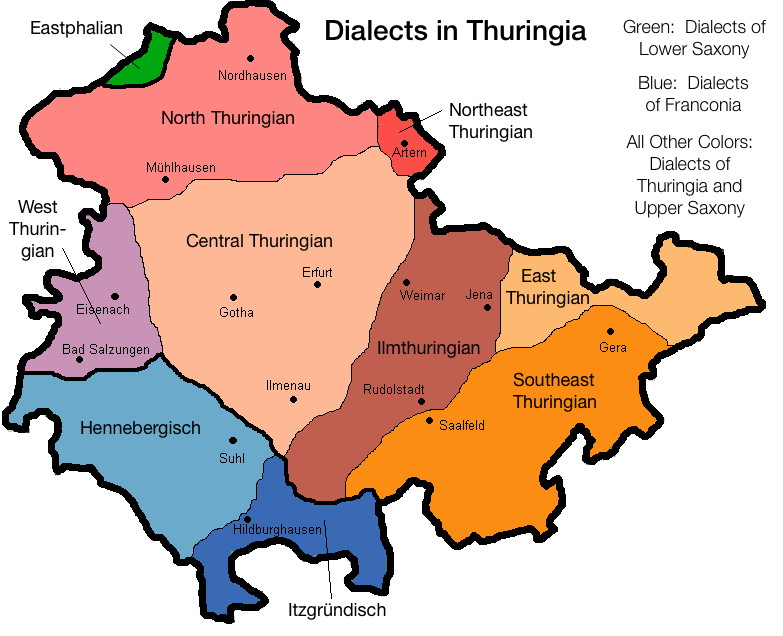
Les dialectes thuringiens.

### Personnalités illustres
- Jean-Sébastien Bach (1685-1750), musicien, notamment organiste, et compositeur allemand, naquit à Eisenach et vécut une grande partie de sa vie en Thuringe (Ohrdruf, Arnstadt, Mühlhausen, et Weimar où il compose la Toccata et Fugue en ré mineur BWV 565, où naissent ses fils Wilhelm Friedemann et Carl Philipp Emanuel, et où il passe un mois en prison).
- Franz Liszt (1811-1886), compositeur, transcripteur et pianiste virtuose hongrois, fut maître de chapelle à Weimar.
- Richard Wagner (1813-1883), compositeur allemand de la période romantique, séjourna souvent à Eisenach ou à Weimar où il créa Lohengrin.
- Richard Strauss (1864-1949), fut maître de chapelle à Weimar.

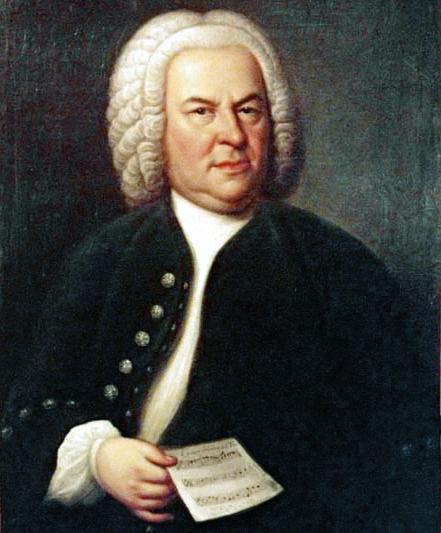
Johann Sebastian Bach.
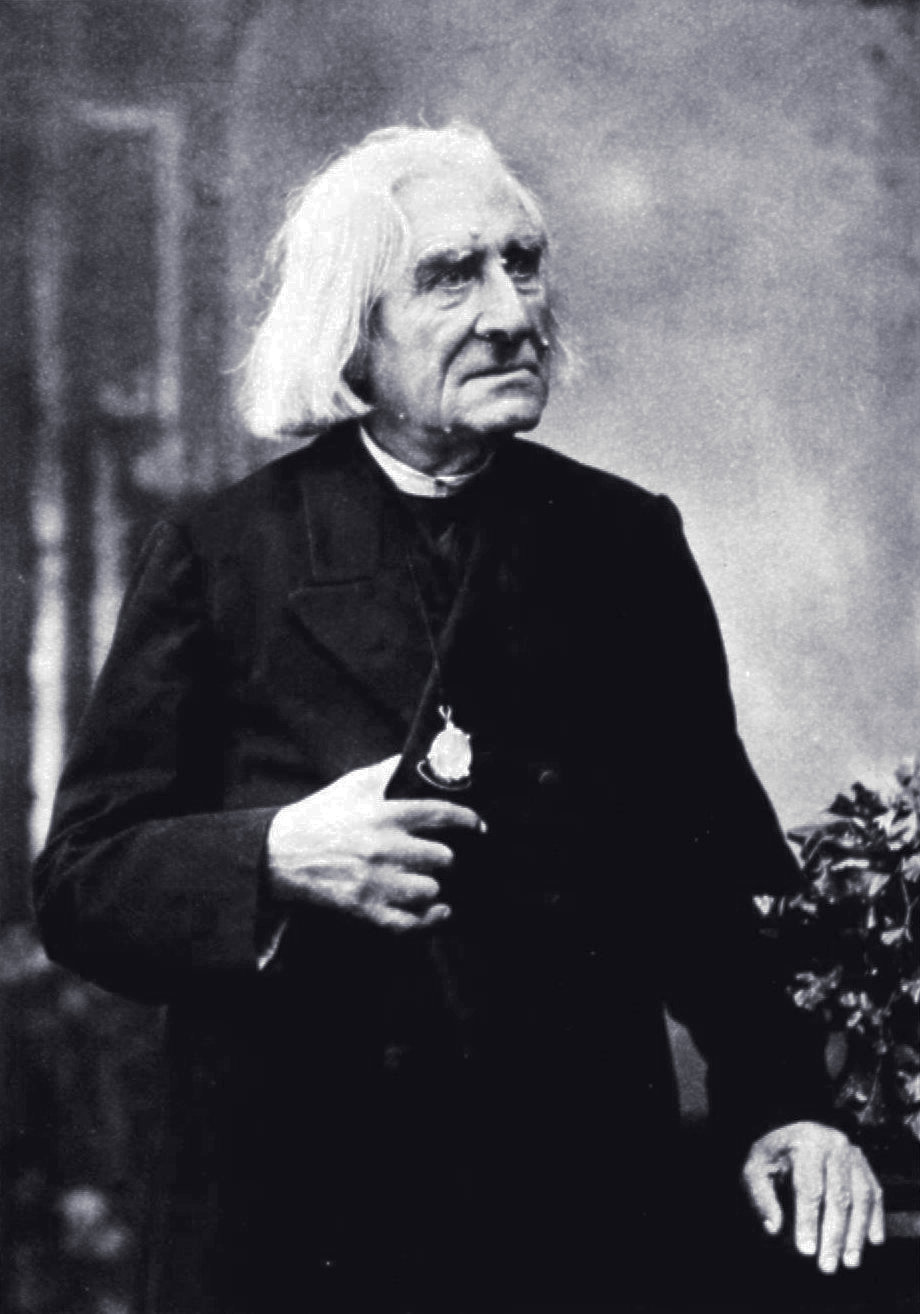
Franz Liszt.
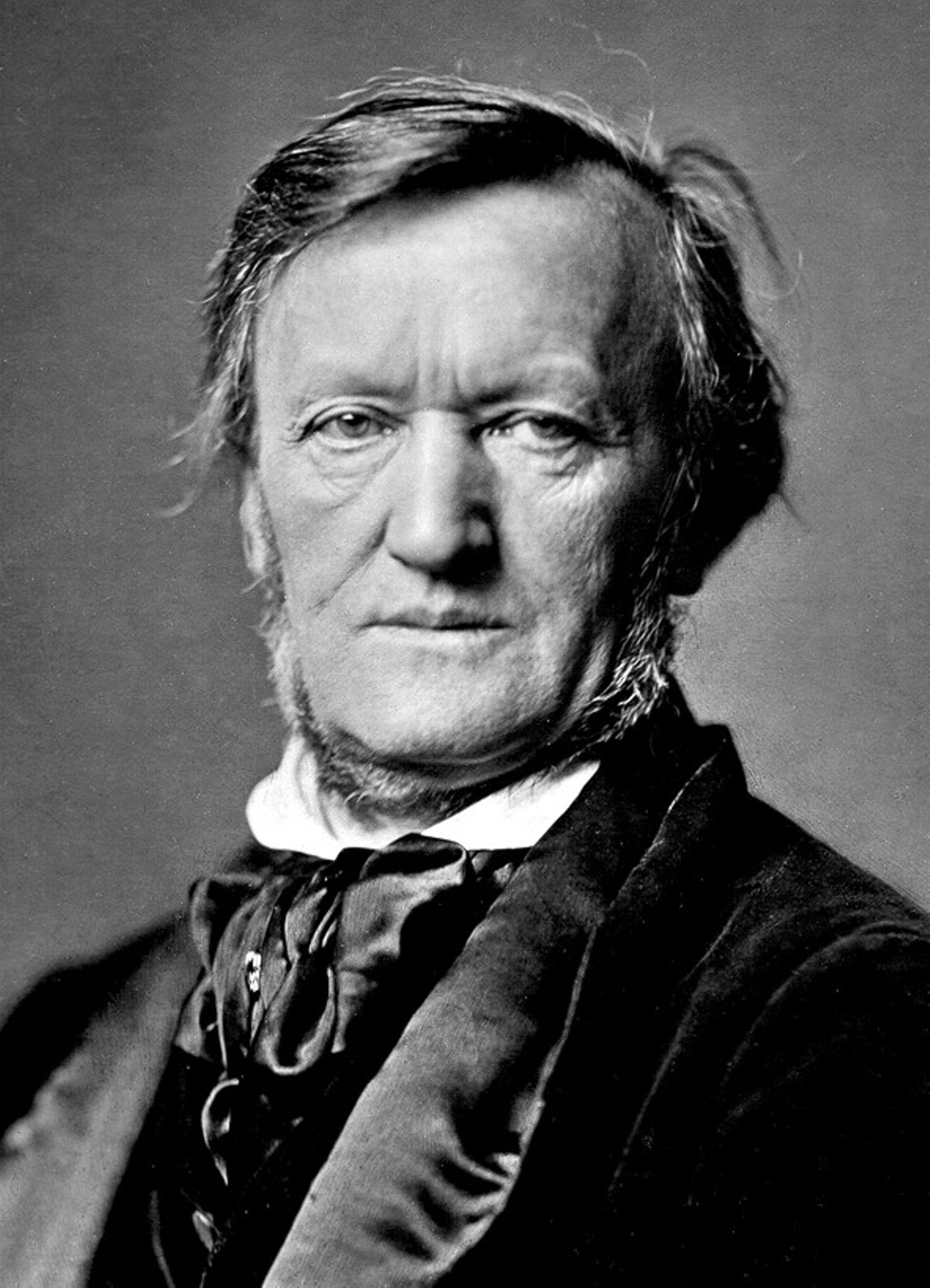
Richard Wagner.

- Martin Luther (1483-1546), frère augustin allemand, théologien, père du protestantisme, trouva refuge au château de la Wartbourg où il traduisit le Nouveau Testament en langue allemande.
- Johann Wolfgang von Goethe (1749-1832), romancier, dramaturge, poète, théoricien de l'art et homme d'État allemand, vécut la plus grande partie de sa vie à Weimar.
- Friedrich von Schiller (1759-1805), poète et écrivain allemand, professeur à Iéna, vécut à Weimar.

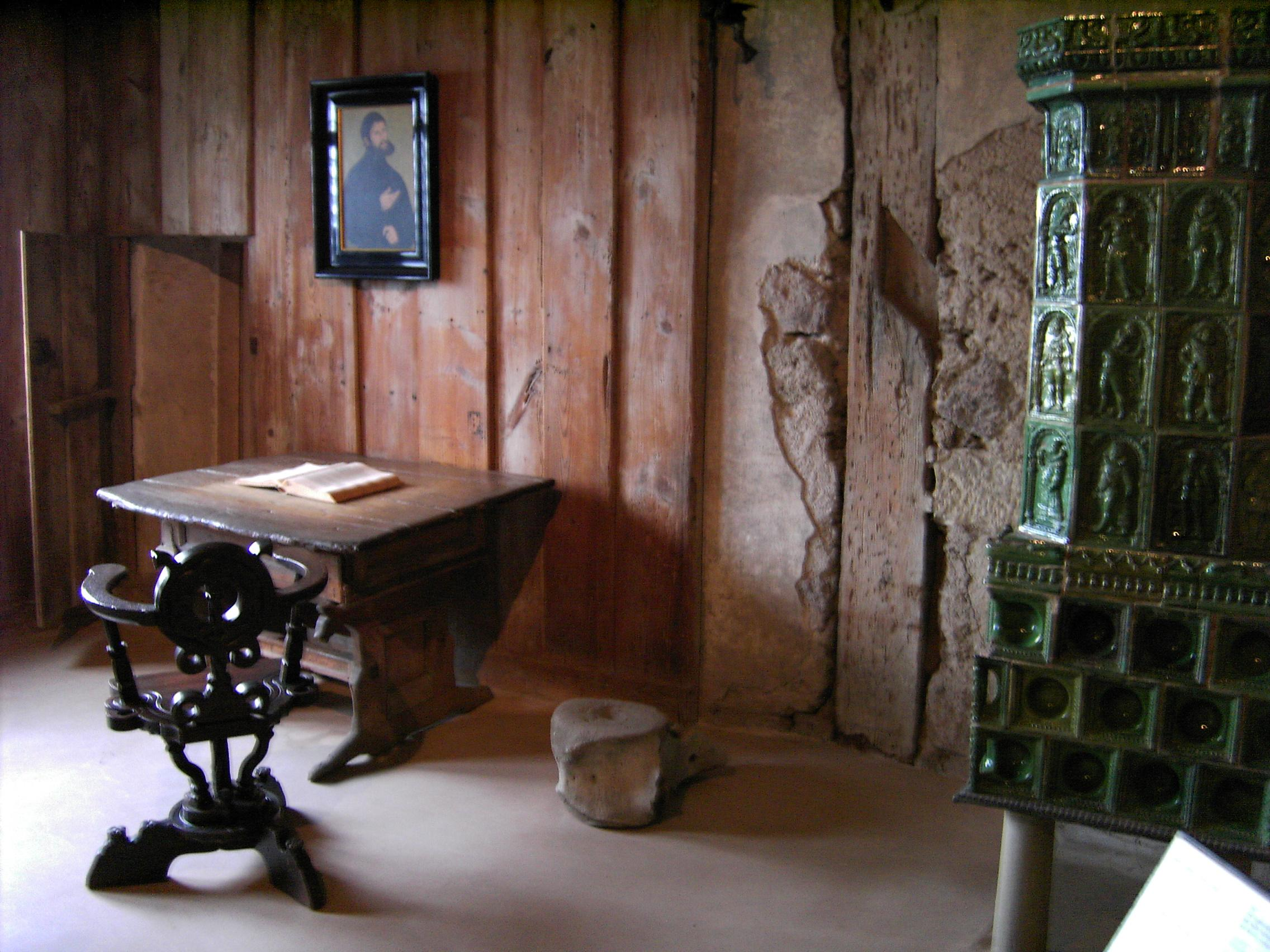
La chambre de Luther au château de la Wartbourg.
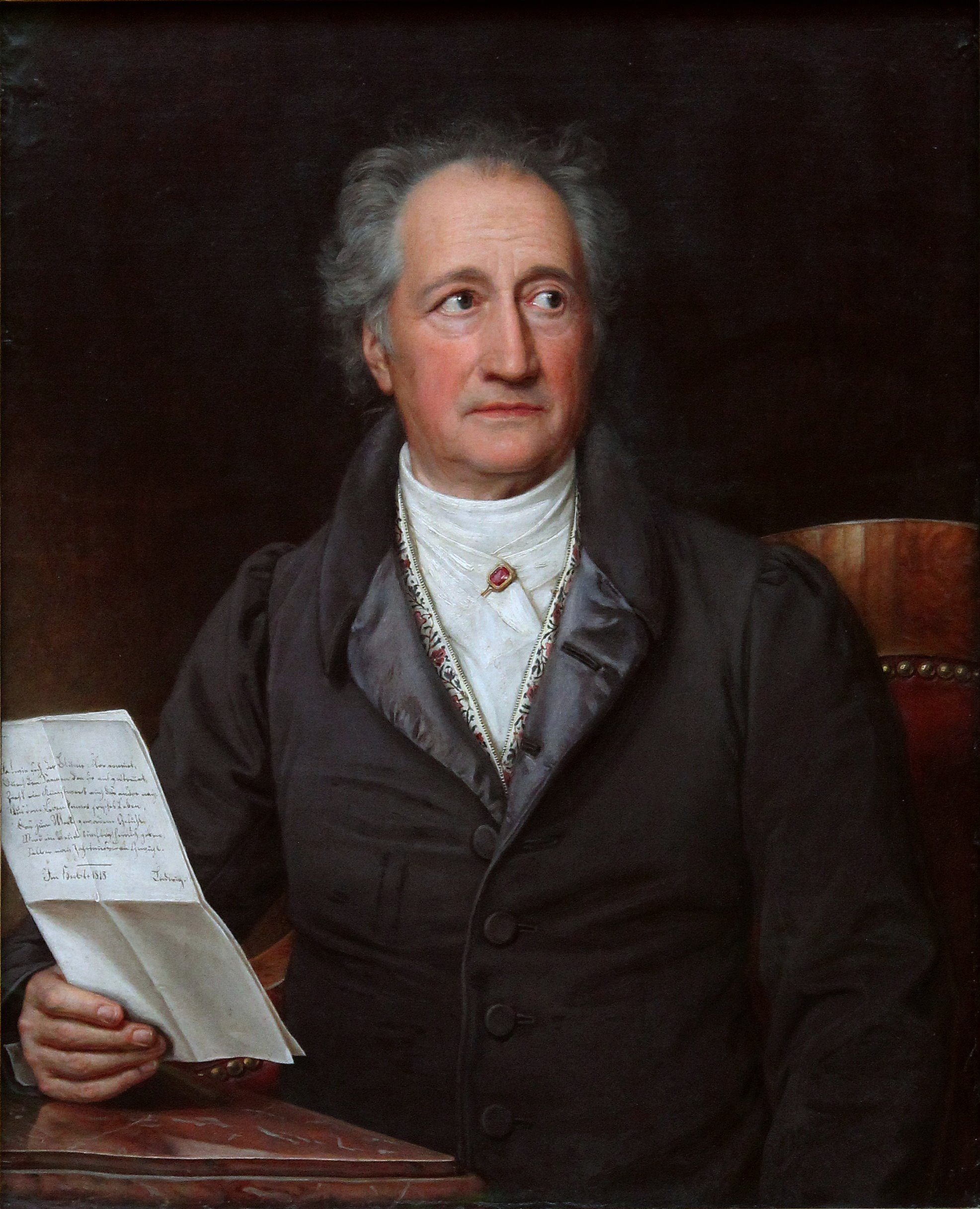
Johann Wolfgang von Goethe.
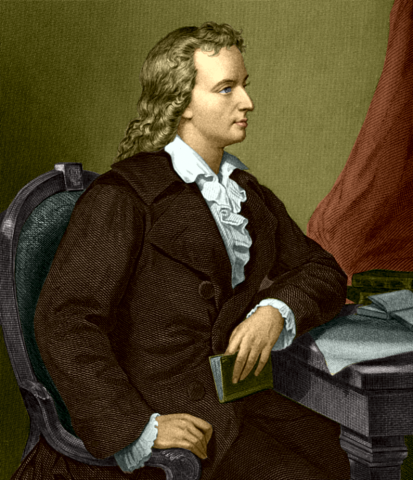
Friedrich von Schiller.

- Maître Eckhart (c. 1260 - c. 1328), spirituel, théologien et philosophe dominicain, est originaire de Thuringe.
- Lucas Cranach l'Ancien (1472-1553), peintre et graveur de la Renaissance allemande, vécut ses dernières années à Weimar.
- Johann Gottfried von Herder (1744-1803), poète, théologien et philosophe allemand, forgea le concept du zeitgeist (Zeitgeist en allemand), Surintendant à Weimar.
- Christoph Wilhelm Hufeland (1762-1836), médecin, précurseur de la médecine préventive anti-vieillissement, naquit à Langensalza.
- Napoléon Ier (1769-1821), premier empereur des Français, double bataille d'Iéna et d’Auerstaedt le 14 octobre 1806, rencontre Johann Wolfgang von Goethe au palais du gouverneur à Erfurt en présence de Talleyrand le 2 octobre 1808 («Vous êtes un homme. Quel âge avez-vous ? – Soixante ans. – Vous êtes bien conservé. Vous avez écrit des tragédies ? ») (« Voilà un homme »).
- Georg Wilhelm Friedrich Hegel (1770-1831), philosophe allemand, assistant de Schelling à l'Université d'Iéna, puis professeur « J'ai vu l'Empereur — cette âme du monde... »
- Carl Zeiss (1816-1888), ingénieur-opticien, fondateur de la société Carl Zeiss à Iéna, naquit à Weimar.
- Karl Marx (1818-1883), historien, journaliste, philosophe, économiste, sociologue, essayiste et théoricien révolutionnaire allemand, docteur de la faculté de philosophie de l'université d'Iéna.
- Johannes Brahms (1833-1897), compositeur, pianiste et chef d'orchestre allemand, fit de nombreux séjours à Meiningen, y créa sa quatrième symphonie.
- Ernst Haeckel (1834-1919), biologiste, philosophe et libre penseur allemand, vice-recteur de l'université d'Iéna.

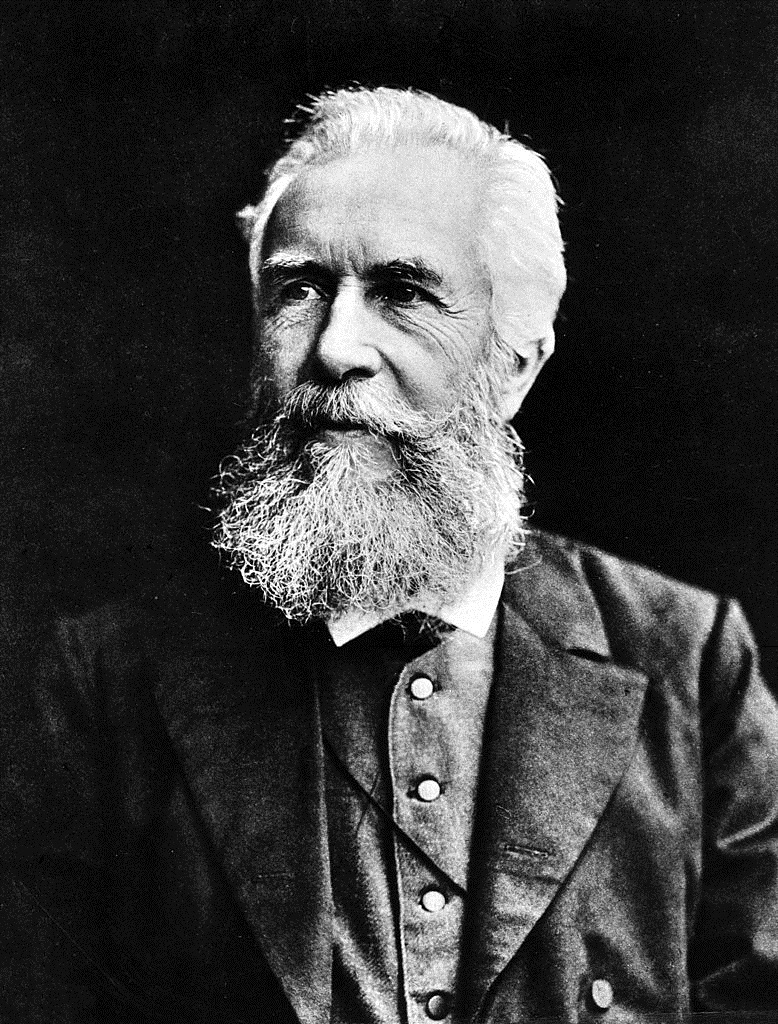
Ernst Haeckel

- Ernst Abbe (1840-1905), physicien et industriel, successeur de Carl Zeiss, naquit à Eisenach.
- Friedrich Wilhelm Nietzsche (1844-1900), philologue, philosophe et poète, existence végétative à Weimar jusqu'à sa mort.
- Gottlob Frege (1848-1925), mathématicien, logicien et philosophe allemand, professeur à l'université d'Iéna.
- Otto Schott (1851-1935), chimiste et industriel spécialiste du verre, fondateur de Jenaer Glaswerk Schott & Genossen.
- Rudolf Steiner (1861-1925), fondateur de l'anthroposophie, participe à l'édition des œuvres scientifiques de Goethe dans la grande édition de Weimar.
- Henry van de Velde (1863-1957), un des fondateurs de l'Art nouveau belge & acteur majeur du mouvement moderniste, directeur de l'école des arts appliqués (Kunstgewerbeschule) de Weimar.
- Max Weber (1864-1920), sociologue et économiste allemand, l'un des fondateurs de la sociologie moderne, naquit à Erfurt.
- Richard Strauss (1864-1949), compositeur et chef d'orchestre allemand, fut maître de chapelle à Weimar.
- Vassily Kandinsky (1866-1944), peintre et théoricien de l’art, maître au Staatliches Bauhaus zu Weimar.
- Lyonel Feininger (1871-1956), peintre expressionniste et caricaturiste germano-américain, maître au Staatliches Bauhaus zu Weimar.
- Léon Blum (1872-1950), homme d'État français et une figure du socialisme, déporté à Buchenwald.
- Paul Klee (1879-1940), peintre, maître au Staatliches Bauhaus zu Weimar.
- Walter Gropius (1883-1969), architecte, designer et urbaniste, directeur du Staatliches Bauhaus zu Weimar.
- Ludwig Mies van der Rohe (1886-1969), architecte, rejoint le Staatliches Bauhaus zu Weimar, dont il deviendra le dernier directeur.
- Jean Arp (1886-1966), peintre, sculpteur et poète allemand puis français, étudia à Weimar.
- Otto Dix (1891-1969), peintre allemand associé aux mouvements de l'expressionnisme et à la Nouvelle Objectivité, naquit à Untermhaus, près de Gera.
- Uziel Gal (1923-2002), inventeur du pistolet mitrailleur « Uzi », naquit à Weimar.
- Jorge Semprún (1923-2011), écrivain, scénariste et homme politique espagnol, déporté à Buchenwald, réalisation de « Mère blafarde, tendre sœur » pour le Kunstfest de Weimar 1995.
- Herbert Kroemer (né en 1928 à Weimar), physicien allemand et américain, colauréat du prix Nobel de physique 2000.

### Symboles

#### Devises
- Das grüne Herz Deutschlands : « Le cœur vert de l'Allemagne ».
- Willkommen in der Denkfabrik[15] : « Bienvenue dans la fabrique à penser[16] ».
- Deutschlands starke Mitte : « Le centre fort de l'Allemagne ».

#### Blason

D'azur, au lion burelé de gueules et d'argent de huit pièces, armé et couronné d'or, accompagné de huit étoiles d'argent à six rais.

### Gastronomie
La cuisine thuringienne subit les influences de la géographie. D’un côté, l’abondance des forêts de Thuringe a entraîné le développement d’une cuisine à base de gibier et de produits ramassés dans les bois comme les champignons ou les baies. Mais les plaines centrales favorables aux cultures fournissent de nombreux fruits et légumes.
Les deux produits phares de la gastronomie thuringienne sont naturellement les célèbres Thüringer Rostbratwurst (saucisse à griller de Thuringe) et les Thüringer Klösse, une spécialité à base de pomme de terre.

#### Rostbratwurst

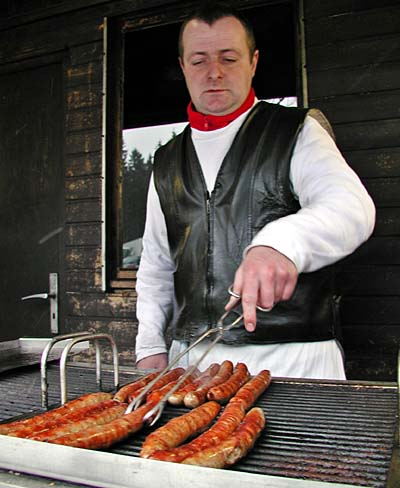

La Rostbratwurst (saucisse grillée) est partie intégrante de l’identité de la région et possède une histoire multicentenaire (elle fut évoquée pour la première fois en 1404 dans une facture d’un couvent de la ville de Arnstadt et la plus ancienne recette connue date de 1613 et est conservée dans les archives de la ville de Weimar). 
Elle est vendue à tous les coins de rue, dans de petites échoppes ou par des marchands ambulants et se déguste à toute heure de la journée. Cuite sur un gril à charbon, elle est la plupart du temps vendue dans un petit pain (Brötchen) avec de la moutarde. C’est le symbole de convivialité par excellence car il n’existe pas un marché, pas une fête de village, pas un barbecue entre amis dont elle soit absente. Les Thuringer Rostbratwurst bénéficient d’une appellation d'origine protégée (AOP) depuis janvier 2004, ce qui entraîne qu’elle doit obligatoirement être fabriquée en Thuringe pour bénéficier de ce nom. Sa préparation est également strictement réglementée : entre autres elle doit être au minimum longue de 15 à 20 cm, au moins 51 % des ingrédients doivent provenir de la région de Thuringe (Journal officiel des Communautés européennes C114/14-15 du 15/05/2002).